# Aries Merritt
Aries Merritt (Chicago, 24 de julho de 1985) é um atleta norte-americano, campeão olímpico e recordista mundial dos 110 metros com barreiras.
Sua primeira conquista no atletismo internacional foi a  medalha de ouro no Campeonato Mundial Júnior de Atletismo de 2004, em Grosseto, Itália, derrotando o cubano Dayron Robles, que viria a ser o campeão olímpico desta prova em Pequim 2008.
Seus melhores resultados adultos aconteceram no começo da década seguinte. No Mundial de Daegu 2011, ele chegou em sexto lugar nos 110 m c/ barreiras mas após a desclassificação de Robles, o vencedor da prova, por segurar o chinês Liu Xiang durante a ultrapassagem de uma barreira, ele ficou com a quinta posição. Sua melhor forma veio em 2012. Venceu os 60 m c/ barreiras no Campeonato Mundial de Atletismo em Pista Coberta realizado em Istambul, na Turquia, derrotando Xiang, e venceu a seletiva americana para os Jogos Olímpicos com a marca de 12s93, então a melhor do mundo no ano.
Pouco depois, competindo na Europa, igualou a própria marca em dois eventos da Diamond League em Mônaco e na Inglaterra. Ele chegou em Londres 2012 sendo considerado o grande desafiante dos dois campeões dos 110 m c/ barreiras, Xiang e Robles, ao título olímpico. Seu trabalho  foi facilitado quando o chinês não conseguiu classificar-se para a final, por tropeçar numa barreira durante a eliminatória e cair sofrendo uma contusão. E depois na própria final, depois de uma largada que já colocava Merritt à frente de todos, Robles sentiu a musculatura e abandonou a prova. Merritt foi campeão olímpico, vencendo com autoridade, com o tempo de 12s92.
A 7 de setembro de 2012, no último meeting da Liga de Diamante em Bruxelas, Merritt bateu o recorde do mundo com a marca de 12.80. Em 2013, porém, ficou apenas na sexta colocação da prova no Campeonato Mundial de Atletismo em Moscou. Depois do torneio Merritt se sentiu muito doente e foi diagnosticado com uma rara doença renal, agravada por um vírus que havia atacado os rins e a medula óssea. Depois de vários meses de tratamento médico, voltou às pistas em 2014, mas longe da forma anterior.
Em agosto de 2015, no Campeonato Mundial de Atletismo de Pequim, conseguiu uma medalha de bronze nos 110 m c/ barreiras, dias antes de se submeter a um longamente planejado transplante de rim.